# Bimentum notatum
Bimentum notatum là một loài tò vò trong họ Ichneumonidae.